# イソプロピル-β-チオガラクトピラノシド
イソプロピル-β-チオガラクトピラノシド（Isopropyl β-D-1-thiogalactopyranoside）は、分子生物学で使用される試薬の一つである。通常は略してIPTGと呼ばれる。
この化合物はアロラクトースの類似体として用いられ、ラクトースオペロンの転写を誘導する。アロラクトースとは異なり、生体内では硫黄原子の部分で分解されないため、ラクトースオペロンは常に誘導された状態となる。
IPTGはラクトースリプレッサーに結合してその働きを阻害し、ラクトースを分解するβ-ガラクトシダーゼの発現を誘導する。クローニングにおいては、lacZ遺伝子の部分に目的の遺伝子が導入され、IPTGはその遺伝子の発現を誘導することになる。
ラクトースオペロンを用いた組み換えタンパク質の発現ではさまざまな調節機構が関与しているが、IPTGは100μMから1.5mMの濃度範囲で優れた誘導物質となり得る。